# Ten Tour
Il Ten Tour è il primo tour internazionale dei Pearl Jam, immediatamente successivo al breve US Tour del 1991, per promuovere Ten.

## Storia
A metà del loro tour in Nord America, i Pearl Jam cancellarono le loro rimanenti date, per lasciare un posto libero ai Red Hot Chili Peppers. Nel 1992 la band iniziò il suo primo tour europeo; nel secondo tour europeo la band suonò al Pinkpop Festival, nei Paesi Bassi, Eddie Vedder si arrampicò sul braccio di una telecamera e da lì saltò direttamente sulla folla. Dopo il Roskilde Festival in Danimarca, la band cancellò le rimanenti date a causa di un litigio con la security dell'evento e anche per sfinimento: il tour era iniziato in a Victoria il 25 settembre 1991 ed era finito quasi un anno dopo al Roskilde Festival il 26 giugno 1992, anche se la fine era stata programmata il 5 luglio 1992 a Werchter, in Belgio. La band, in estate, suonerà ad alcune serate del Lollapalooza.

## Date

### America del Nord 1
- 25/09/91 -  Victoria, Columbia Britannica, Canada - Harpo's
- 28/09/91 -  Portland, Oregon, USA - Satyricon Nightclub
- 30/09/91 -  San Francisco, California, USA - I-Beam
- 01/10/91 -  Los Angeles, California, USA - The Cathouse
- 02/10/91 -  Los Angeles, California, USA - The Troubadour
- 05/10/91 -  San Diego, California, USA - Winter's
- 06/10/91 -  Hollywood, California, USA - Hollywood Palladium
- 07/10/91 -  Phoenix, Arizona, USA - Mason Jar
- 09/10/91 -  Austin, Texas, USA
- 10/10/91 -  Dallas, Texas, USA - Trees
- 11/10/91 -  Houston, Texas, USA - The Vatican
- 13/10/91 -  Atlanta, Georgia, USA - The Point
- 14/10/91 -  Carrboro, Carolina del Nord, USA - Cat's Cradle
- 15/10/91 -  Washington, USA - Nightclub 9:30 (CANCELLATO)
- 16/10/91 -  Madison, Wisconsin, USA - Oscar Mayer Theater (in supporto ai The Smashing Pumpkins e ai Red Hot Chili Peppers)
- 17/10/91 -  DeKalb, Illinois, USA - Duke Ellington Ballroom, Holmes Student Center, Northern Illinois University (in supporto ai The Smashing Pumpkins e ai Red Hot Chili Peppers)
- 19/10/91 -  Ames, Iowa, USA - CY Stevens Auditorium, Iowa State University (in supporto ai The Smashing Pumpkins e ai Red Hot Chili Peppers)
- 20/10/91 -  Omaha, Nebraska, USA - Peony Park Ballroom (in supporto ai The Smashing Pumpkins e ai Red Hot Chili Peppers)
- 22/10/91 -  Milwaukee, Wisconsin, USA - Central Park, Eagle's Ballroom (in supporto ai The Smashing Pumpkins e ai Red Hot Chili Peppers)
- 23/10/91 -  East Lansing, Michigan, USA - MSU Auditorium, Michigan State University (in supporto ai The Smashing Pumpkins e ai Red Hot Chili Peppers)
- 25/10/91 -  Pittsburgh, Pennsylvania, USA - A. J. Palumbo Center (in supporto ai The Smashing Pumpkins e ai Red Hot Chili Peppers)
- 26/10/91 -  Cleveland, Ohio, USA - Cleveland Music Hall (in supporto ai The Smashing Pumpkins e ai Red Hot Chili Peppers)
- 27/10/91 -  Rochester, New York, USA - Rochester Auditorium Center (in supporto ai The Smashing Pumpkins e ai Red Hot Chili Peppers)
- 29/10/91 -  Toronto, Ontario, Canada - Concert Hall (in supporto ai The Smashing Pumpkins e ai Red Hot Chili Peppers)
- 30/10/91 -  Toronto, Ontario, Canada - Concert Hall (in supporto ai The Smashing Pumpkins e ai Red Hot Chili Peppers)
- 01/11/91 -  Boston, Massachusetts, USA - Walter Brown Arena, Boston University
- 02/11/91 -  Burlington, Vermont, USA - Memorial Auditorium, University of Vermont (in supporto ai The Smashing Pumpkins e ai Red Hot Chili Peppers)
- 03/11/91 -  Springfield, Massachusetts, USA - MassMutual Center (in supporto ai The Smashing Pumpkins e ai Red Hot Chili Peppers)
- 04/11/91 -  Amherst, Massachusetts, USA - Student Union Ballroom, University of Massachusetts
- 05/11/91 -  Troy, New York, USA - Houston Field House (in supporto ai The Smashing Pumpkins e ai Red Hot Chili Peppers)
- 06/11/91 -  Ithaca, New York, USA - The Haunt
- 07/11/91 -  Syracuse, New York, USA - The Landmark Theatre (in supporto ai The Smashing Pumpkins e ai Red Hot Chili Peppers)
- 08/11/91 -  New York, New York, USA - CBGB
- 09/11/91 -  Washington, USA - Bender Arena, American University (in supporto ai The Smashing Pumpkins e ai Red Hot Chili Peppers)
- 11/11/91 -  New York, New York, USA - Roseland Ballroom (in supporto ai The Smashing Pumpkins e ai Red Hot Chili Peppers)
- 12/11/91 -  New York, New York, USA - Roseland Ballroom (in supporto ai The Smashing Pumpkins e ai Red Hot Chili Peppers)
- 13/11/91 -  Warwick, Rhode Island, USA - Rocky Point Palladium (in supporto aii The Smashing Pumpkins)
- 15/11/91 -  New York, New York, USA - Roseland Ballroom (in supporto ai The Smashing Pumpkins e ai Red Hot Chili Peppers)
- 16/11/91 -  New York, New York, USA - Roseland Ballroom (in supporto ai The Smashing Pumpkins e ai Red Hot Chili Peppers)
- 17/11/91 -  State College, Pennsylvania, USA - Rec Hall, Pennsylvania State University (in supporto ai The Smashing Pumpkins e ai Red Hot Chili Peppers)
- 18/11/91 -  Columbus, Ohio, USA - Veterans Coliseum (in supporto ai The Smashing Pumpkins)
- 20/11/91 -  Kalamazoo, Michigan, USA - The State Downtown Theater (in supporto ai The Smashing Pumpkins)
- 21/11/91 -  Ann Arbor, Michigan, USA - Blind Pig
- 22/11/91 -  Detroit, Michigan, USA - State Theatre (Clubland)(in supporto ai The Smashing Pumpkins e ai Red Hot Chili Peppers)
- 23/11/91 -  Detroit, Michigan, USA - State Theatre (Clubland) (in supporto ai The Smashing Pumpkins e ai Red Hot Chili Peppers)
- 24/11/91 -  Indianapolis, Indiana, USA - Indiana Convention Center (in supporto ai The Smashing Pumpkins e ai Red Hot Chili Peppers)
- 26/11/91 -  Normal, Illinois, USA - The Bone Student Center, Illinois State University (in supporto ai The Smashing Pumpkins e ai Red Hot Chili Peppers)
- 27/11/91 -  Cincinnati, Ohio, USA - Cincinnati Gardens (in supporto ai The Smashing Pumpkins)
- 29/11/91 -  Chicago, Illinois, USA - Aragon Ballroom (in supporto ai The Smashing Pumpkins)
- 30/11/91 -  Saint Paul, Minnesota, USA - Roy Wilkins Auditorium (in supporto ai The Smashing Pumpkins e ai Red Hot Chili Peppers)
- 02/12/91 -  Saint Louis, Missouri, USA - The American Theater (in supporto ai The Smashing Pumpkins e ai Red Hot Chili Peppers)
- 03/12/91 -  Saint Louis, Missouri, USA - The American Theater (in supporto ai The Smashing Pumpkins e ai Red Hot Chili Peppers)
- 04/12/91 -  Kansas City, Kansas, USA - Kansas City Memorial Hall (in supporto ai The Smashing Pumpkins e ai Red Hot Chili Peppers)
- 06/12/91 -  New Orleans, Louisiana, USA - State Palace Theater (in supporto ai The Smashing Pumpkins e ai Red Hot Chili Peppers)
- 07/12/91 -  Houston, Texas, USA - Unicorn Ballroom (in supporto ai The Smashing Pumpkins e ai Red Hot Chili Peppers)
- 08/12/91 -  Houston, Texas, USA - The Vatican (in supporto ai The Smashing Pumpkins e ai Red Hot Chili Peppers)
- 10/12/91 -  Austin, Texas, USA - City Coliseum (in supporto ai The Smashing Pumpkins e ai Red Hot Chili Peppers)
- 11/12/91 -  Dallas, Texas, USA - Bronco Bowl (in supporto ai The Smashing Pumpkins e ai Red Hot Chili Peppers)
- 11/12/91 -  Dallas, Texas, USA - Trees
- 12/12/91 -  Norman, Oklahoma, USA - Hollywood Theater (in supporto ai The Smashing Pumpkins)
- 14/12/91 -  Denver, Colorado, USA - Denver Coliseum (in supporto ai The Smashing Pumpkins e ai Red Hot Chili Peppers)
- 15/12/91 -  Salt Lake City, Utah, USA - Club DV8 (in supporto agli The Smashing Pumpkins)
- 27/12/91 -  Los Angeles, California, USA - Los Angeles Memorial Sports Arena (in supporto ai Nirvana e ai Red Hot Chili Peppers)
- 28/12/91 -  San Diego, California, USA - Del Mar Pavilion (in supporto ai Nirvana e ai Red Hot Chili Peppers)
- 29/12/91 -  Tempe, Arizona, USA - Arizona State University (in supporto ai Nirvana e ai Red Hot Chili Peppers)
- 31/12/91 -  Daly City, California, USA - Cow Palace
- 02/01/92 -  Salem, Oregon, USA - Salem Armory (in supporto ai Nirvana e ai Red Hot Chili Peppers)
- 03/01/92 -  Seattle, Washington, USA - RKCNDY
- 17/01/92 -  Seattle, Washington, USA - Moore Theatre
- 24/01/92 -  Los Angeles, California, USA - Rock for Choice

### Europa 1
- 03/02/92 -  Southend, Inghilterra - The Esplanade Club
- 04/02/92 -  Londra, Inghilterra - Borderline
- 07/02/92 -  Stoccolma, Svezia - Koolkat Klub
- 08/02/92 -  Oslo, Norvegia - Alaska
- 09/02/92 -  Copenaghen, Danimarca - Pumpe Huset
- 11/02/92 -  Parigi, Francia - Locomotive
- 12/02/92 -  Amsterdam, Paesi Bassi - Melkweg
- 15/02/92 -  Madrid, Spagna - Revolver
- 18/02/92 -  Milano, Italia - Sorpasso
- 19/02/92 -  Winterthur, Svizzera - Albani Bar of Music
- 21/02/92 -  Manchester, Inghilterra - International II
- 22/02/92 -  Newcastle, Inghilterra - Riverside
- 23/02/92 -  Glasgow, Scozia - Glasgow Cathouse
- 25/02/92 -  Nottingham, Inghilterra - Rock City
- 26/02/92 -  Birmingham, Inghilterra - Edward's No. 8
- 27/02/92 -  Bradford, Inghilterra - Queenshall
- 28/02/92 -  Londra, Inghilterra - University of London Union
- 01/03/92 -  Groninga, Paesi Bassi - Vera
- 02/03/92 -  L'Aia, Paesi Bassi - Paard
- 03/03/92 -  Nimega, Paesi Bassi - Vereeniging (CANCELLATO)
- 04/03/92 -  Utrecht, Paesi Bassi - Tivoli
- 05/03/92 -  Eindhoven, Paesi Bassi - Effenaar
- 06/03/92 -  Rotterdam, Paesi Bassi - Nighttown
- 08/03/92 -  Colonia, Germania - Live Music Hall
- 09/03/92 -  Berlino, Germania - The Loft
- 10/03/92 -  Amburgo, Germania - Markthalle
- 12/03/92 -  Francoforte sul Meno, Germania - Batschkaap
- 13/03/92 -  Monaco di Baviera, Germania - Nachtwerk

### America del Nord 2
- 25/03/92 -  Minneapolis, Minnesota, USA - First Avenue Club
- 26/03/92 -  Madison, Wisconsin, USA - R & R Station
- 27/03/92 -  Milwaukee, Wisconsin, USA - Marquette University Alumni Hall
- 28/03/92 -  Chicago, Illinois, USA - Cabaret Metro
- 30/03/92 -  Cincinnati, Ohio, USA - Bogart's
- 31/03/92 -  Columbus, Ohio, USA - Newport Music Hall
- 02/04/92 -  Cleveland, Ohio, USA - Peabody's Down Under
- 03/04/92 -  Detroit, Michigan, USA - St. Andrew's Hall
- 04/04/92 -  Toronto, Ontario, Canada - Concert Hall
- 06/04/92 -  Lowell, Massachusetts, USA - Cumnock Hall
- 07/04/92 -  Amherst, Massachusetts, USA - Student Union Ballroom, University of Massachusetts
- 08/04/92 -  Boston, Massachusetts, USA - Axis Club
- 10/04/92 -  Filadelfia, Pennsylvania, USA - Trocadero Theatre
- 12/04/92 -  New York, New York, USA - The Limelight
- 13/04/92 -  College Park, Maryland, USA - Ritchie Coliseum, University of Maryland, College Park
- 15/04/92 -  Charlotte, Carolina del Nord, USA - 1313 (CANCELLATO)
- 16/04/92 -  Athens, Georgia, USA - Legion Field, University of Georgia
- 17/04/92 -  Atlanta, Georgia, USA - Masquerade (CANCELLATO)
- 19/04/92 -  Dallas, Texas, USA - Starplex Amphitheater
- 20/04/92 -  New Orleans, Louisiana, USA - Tipitina's
- 22/04/92 -  Saint Petersburg, Florida, USA - Janus Landing
- 23/04/92 -  Miami, Florida, USA - Cameo Theater
- 24/04/92 -  Orlando, Florida, USA- The Edge
- 25/04/92 -  Pensacola, Florida, USA - Night Owl (CANCELLATO)
- 28/04/92 -  Austin, Texas, USA - The Coliseum (in supporto dei Soundgarden)
- 29/04/92 -  Dallas, Texas, USA - Bronco Bowl (in supporto dei Soundgarden)
- 30/04/92 -  Houston, Texas, USA - Unicorn Club (in supporto dei Soundgarden)
- 02/05/92 -  Lawrence, Kansas, USA - Day On the Hill, University of Kansas
- 03/05/92 -  Omaha, Nebraska, USA - The Ranch Bowl
- 05/05/92 -  Boulder, Colorado, USA - Glenn Miller Ballroom, University of Colorado at Boulder
- 07/05/92 -  Bozeman, Montana, USA - Gallitan Fairgrounds
- 09/05/92 -  Mesa, Arizona, USA - Mesa Amphitheater
- 10/05/92 -  Tijuana, Messico - Iguana's
- 12/05/92 -  Ventura, California, USA - Ventura Theater
- 13/05/92 -  Hollywood, California, USA - Hollywood Palladium
- 15/05/92 -  San Francisco, California, USA - The Warfield
- 16/05/92 -  Santa Cruz, California, USA - The Catalyst
- 17/05/92 -  Portland, Oregon, USA - Roseland Theater
- 19/05/92 -  Portland, Oregon, USA - Melody Lane
- 20/05/92 -  Seattle, Washington, USA - Gas Works Park (CANCELLATO)
- 21/05/92 -  Vancouver, Columbia Britannica, Canada - Plaza of Nations (fu precedentemente programmato per la Town Pump)

### Europa 2
- 05/06/92 -  Nürburg, Germania - Rock am Ring
- 06/06/92 -  Londra, Inghilterra - Finsbury Park Festival (in supporto ai The Cult)
- 08/06/92 -  Landgraaf, Paesi Bassi - Pinkpop Festival
- 10/06/92 -  Stoccarda, Germania - Kongresszentrum
- 11/06/92 -  Amburgo, Germania - Große Freiheit 36
- 13/06/92 -  Berlino, Germania - Wuhlheide
- 14/06/92 -  Brema, Germania - Kloecknergelaende im Industriehafen
- 15/06/92 -  Norimberga, Germania - Serenadenhof
- 17/06/92 -  Milano, Italia - City Square
- 18/06/92 -  Zurigo, Svizzera - Volkshaus
- 19/06/92 -  Vienna, Austria - Rockhaus
- 22/06/92 -  Parigi, Francia - Elysée Montmartre
- 25/06/92 -  Stoccolma, Svezia - Moderna Museet, Skeppsholmen (precedentemente programmati per il Melody Club)
- 26/06/92 -  Roskilde, Danimarca - Roskilde Festival
- 27/06/92 -  Turku, Finlandia - Ruisrock (CANCELLATO)
- 28/06/92 -  Oslo, Norvegia - Kalvøyafestivalen (CANCELLATO)
- 30/06/92 -  Londra, Inghilterra - Carling Academy Brixton (CANCELLATO)
- 01/07/92 -  Londra, Inghilterra - London Astoria (CANCELLATO)
- 02/07/92 -  Belfort, Francia - Eurockenes Festival (CANCELLATO)
- 04/07/92 -  Torhout, Belgio - Torhout Festival (CANCELLATO)
- 05/07/92 -  Werchter, Belgio - Rock Werchter (CANCELLATO)

## Formazione
- Jeff Ament - Basso
- Stone Gossard - Chitarra ritmica
- Mike McCready - Chitarra solista
- Eddie Vedder - Voce
- Dave Abbruzzese - Batteria

## Gruppi di spalla
Nord America 1
- I Love You - (01/10/91 - 05/10/91, 07/10/91 - 14/10/91)
- Eleven - (04/11/91)
- Zoo Gods - (21/11/91)

Europa 1
- Captain Nemo - (01/03/92)

Nord America 2
- Eleven - (25/03/92 - 26/03/92, 30/03/92 - 02/04/92, 07/04/92 - 08/04/92)
- The Smashing Pumpkins - (27/03/92 - 28/03/92)
- Follow For Now - (16/04/92)
- Swervedriver - (28/04/92)
- Monster Magnet - (28/04/92)
- Tribe After Tribe - (07/05/92 - 09/05/92, 12/05/92 - 13/05/92)
- Rage Against the Machine - (13/05/92)
- Mystery Machine - (21/05/92)

Europa 2
- Redd Kross - (06/06/92)
- L7 - (06/06/92)
- Therapy? - (06/06/92)
- Eleven - (08/06/92 - 11/06/92)
- Bad Religion - (13/06/92)
- The Sisters of Mercy - (13/06/92)